# Diether Bischoff
Diether Bischoff (auch Dietrich Bischoff; * 26. Februar 1922 in Hamburg; † 7. Juli 2014 in Aachen) war ein deutscher Jurist. Er war von 1969 bis 1987 Präsident des Verfassungsgerichtshofes für das Land Nordrhein-Westfalen.

## Leben
Bischoff wuchs in Bielefeld und Duisburg auf und besuchte dort das Gymnasium. Danach wurde er 1939 Soldat und arbeitete nach Kriegsende zunächst als Landarbeiter in Lippe. Anschließend studierte er an den Universitäten Hamburg und Köln Rechts- und Sozialwissenschaften. Nach der ersten juristischen Staatsprüfung wurde er mit einer Dissertation über das Thema Wesen und Aufgabe des Staates bei Marx, Lenin und Stalin zum Dr. jur. promoviert und legte 1953 die zweite juristische Staatsprüfung ab.
Seinen Berufsweg begann er 1953 als Gerichtsassessor beim Landgericht Düsseldorf. Er wechselte in die Ministerialverwaltung von Nordrhein-Westfalen und wurde nach einer langjährigen Tätigkeit (u. a. von 1956 bis 1963 als Referent beim Minister für Bundesangelegenheiten) zum Mitglied des Landesrechnungshofes ernannt, wo er drei Jahre die Prüfungsgebiete Justiz und Innere Verwaltung leitete. Im Jahr 1966 übernahm er als Ministerialdirigent die administrative Leitung des nordrhein-westfälischen Ministeriums für Bundesangelegenheiten und wurde zudem stellvertretender Bevollmächtigter des Landes NRW beim Bund.
Bischoff wurde im August 1969 Präsident des Verfassungsgerichtshofes und des Oberverwaltungsgerichtes für das Land Nordrhein-Westfalen in Münster. Er war bis zu seinem Eintritt in den Ruhestand im März 1987 Präsident der beiden Gerichte. Außerdem war er viele Jahre Mitglied der Synode der Evangelischen Kirche in Deutschland und Vorsitzender des Landesbehindertenrates Nordrhein-Westfalen. Nach der Wiedervereinigung half er ab 1990 beim Aufbau der Justiz in Brandenburg und war dort auch Vorsitzender verschiedener Richterwahlausschüsse, die über die Übernahme ehemaliger DDR-Richter entschieden. Außerdem trat er bereits 1947 in den Sozialistischen Deutschen Studentenbund ein und war seit 1950 bei der Arbeitsgemeinschaft Sozialdemokratischer Juristen aktiv und trat 1957 in die SPD ein. Aus Respekt vor dem Präsidentenamt unterbrach er während seiner Amtszeit sein politisches Engagement. Er engagierte sich zudem als Rotarier.